# Juridische fictie
Een juridische fictie is een situatie die in juridische contexten wordt geconstrueerd om de rechtsleer, een rechtsfiguur of een rechtsgang te vereenvoudigen, het gaat om een wettelijke of soms contractuele bepaling of aanname waarin een  intrinsiek of praktisch onmogelijke situatie in een juridisch kader is gegoten en onder woorden is gebracht. Wanneer de wet een juridische fictie hanteert worden vaak woorden als 'wordt/worden geacht' gebruikt. De juridische fictie is te onderscheiden van een vermoeden, waarvoor of waartegen bewijs kan worden ingebracht.
In het recht wordt onder andere van ficties gebruikgemaakt ter vereenvoudiging. Zo wordt een overeenkomst bij vernietiging geacht nooit bestaan te hebben. Dat is niet wat er in werkelijkheid is gebeurd, maar op deze manier kan wel makkelijker worden uitgelegd wat de rechtsgevolgen zijn. Voorbeelden van juridische ficties zijn:
- Nemo censetur ignorare legem: iedereen wordt geacht de wet te kennen (tenzij er sprake is van onoverwinnelijke rechtsdwaling).[1] Dit is een voorbeeld van een fictie in het Belgisch recht. Men kan zich in beginsel niet beroepen op onwetendheid over de wet. Dit beginsel geldt vrijwel universeel in alle wetten.
- Een rechtspersoon is een entiteit die in het recht dezelfde handelingsbevoegdheid als een persoon van vlees en bloed (natuurlijk persoon) toekomt. In werkelijkheid zijn nog steeds acties van natuurlijke personen nodig (werknemers, bestuurders, aandeelhouders, leden) maar in de rechtsgang wordt aangenomen dat de rechtspersoon zelf kan handelen, en zelf rechten en verplichtingen kan aangaan.
- De burgerlijke dood was in het oude recht een fictie waarbij een persoon geacht werd niet meer te bestaan, ook al leefde hij fysiek verder.
- In de belastingwetgeving worden vaak juridische ficties gebruikt om ontduikingsconstructies toch onder de belastingwet te laten vallen. In de Nederlandse Successiewet wordt bijvoorbeeld het uitkeren op een levensverzekeringspolis na overleden fictief aangemerkt als een verkrijging krachtens erfrecht door de begunstigde, en hiermee een belastbaar feit. Ook overgangen waardoor belastingsubjecten of belastinggrondslagen buiten bereik van de belastingdienst worden gebracht (bijvoorbeeld emigratie), wordt in veel landen gezien als fictieve vervreemdingen en daarmee belastbare feiten leidend tot belastingheffing over de fictieve winst (economische waarde minus boekwaarde). Belastinggrondslagen kunnen worden verhoogd met fictieve bijtellingen en verlaagd met fictieve aftrekposten: de kosten of winsten zijn nog niet gemaakt maar de fiscus eist of staat toe dat toch het inkomen wordt gecorrigeerd. Fictieve winstneming ten gevolge van emigratie is wederom hiervan een voorbeeld.
- Een nietige rechtshandeling wordt geacht nooit te hebben plaatsgevonden, zodat ook niemand zich op de rechtsgevolgen hiervan kan beroepen.
- Een vernietigbare rechtshandeling wordt pas nietig wanneer iemand deze vernietigt, zo niet dan blijven de handeling en dus ook de rechtsgevolgen geldig.

Ficties moeten niet worden verward met vaktermen. Zo is een rechtspersoon geen persoon in de zin van een wezen van vlees en bloed, maar het juridische begrip "persoon" omvat ook andere entiteiten dan mensen. Vaktermen worden overigens ook in andere disciplines gebruikt. In tegenstelling tot een fictie is een definitie van een vakterm niet eigenlijk onwaar. Definities zijn nooit "waar" of "onwaar", zij zijn een keuze, een middel om met één woord iets ingewikkelds aan te geven.